# Linda Sandblom
Linda Sandblom (ur. 18 października 1989) – fińska lekkoatletka specjalizująca się w skoku wzwyż.
Bez awansu do finału startowała na młodzieżowych mistrzostwach Europy w Kownie (2009). Ósma zawodniczka uniwersjady (2015). W 2016 nie awansowała do finału podczas mistrzostw Europy w Amsterdamie oraz reprezentowała Finlandię na igrzyskach olimpijskich w Rio de Janeiro.
Złota medalistka mistrzostw Finlandii. Reprezentantka kraju w meczach międzypaństwowych.
Rekordy życiowe: stadion – 1,93 (25 czerwca 2016, Kuortane); hala – 1,91 (19 lutego 2017, Jyväskylä).

## Osiągnięcia
| Rok  | Impreza                              | Miejsce        | Lokata            | Wynik |
| ---- | ------------------------------------ | -------------- | ----------------- | ----- |
| 2009 | Młodzieżowe mistrzostwa Europy       | Kowno          | el. – 17. miejsce | 1,72  |
| 2015 | Uniwersjada                          | Gwangju        | 8. miejsce        | 1,75  |
| 2016 | Mistrzostwa Europy                   | Amsterdam      | el. – 13. miejsce | 1,89  |
| 2016 | Igrzyska olimpijskie                 | Rio de Janeiro | el. – 26. miejsce | 1,89  |
| 2017 | Halowe mistrzostwa Europy            | Belgrad        | el. – 9. miejsce  | 1,86  |
| 2017 | I liga drużynowych mistrzostw Europy | Vaasa          | 5. miejsce        | 1,75  |
| 2017 | Mistrzostwa świata                   | Londyn         | el. – 29. miejsce | 1,80  |